# Guido Boggiani

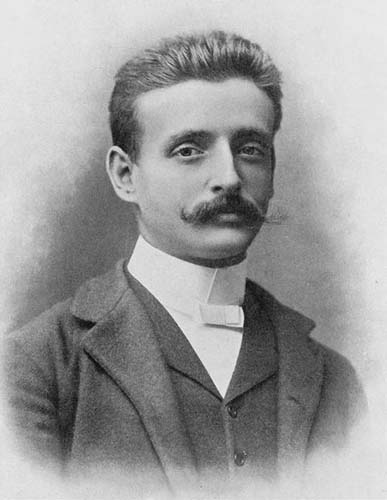
Retrato de Guido Boggiani.

Guido Boggiani (Novara, 20 de Setembro de 1861 — Chaco, Paraguai, 7 de Maio de 1902) foi um pintor, desenhista, fotógrafo, etnólogo italiano que em 1887 aventurou-se pelo interior de Brasil, Bolívia e Paraguai para documentar a vida dos índios da região e comercializar com peles de animais, especialmente dos cervos do Pantanal. Deixou um livro, Os Caduveo, e mais de 400 fotografias em placas de vidro com retratos de indígenas das etnias Kadiwéu, Bororo, Chamacoco, Toba, Payaguás, Angaites, Lengua, Sanapanás.
Nascido em Novara, ao completar 17 anos ingressou na Academia de Brera, em Milão, para estudar pintura, tornando-se discípulo de Filippo Carcano. 
Em 1883 expôs pela primeira vez no Palácio de Belas Artes de Roma, nesta ocasião, sua pintura intitulada "La raccolta della castagne".
Aos 26 anos, viajou à Argentina com o objetivo de expor suas telas. Em Buenos Aires, conheceu alguns italianos que viviam no Paraguai e através dos comentários que fizeram, especialmente das áreas do Chaco e dos povos indígenas, seu fascínio pelo Paraguai teve início.
Boggiani chegou a Assunção em 1888, com o intuito de comercializar gado e peles. A seguir realizou sua primeira expedição ao grande Chaco, na qual chegou até Puerto Casado, onde teve seu primeiro contato com os grupos indígenas Guaná e Zanapaná.
Em 1893, retornou à Itália levando consigo uma coleção de interesse antropológico sobre as culturas indígenas e publicou livros referentes à sua experiência.
Retornou a Assunção em 1896, desta vez munido de uma câmera, tripé e outros elementos para o desenvolvimento de placas de vidro. Ele estava convencido de que a única maneira de estudar estes povos, seria vivendo ente eles.
Boggiani legou trinta e oito volumes à comunidade científica, mas foram suas fotografias que ganharam o interesse e a admiração de um público mais amplo, por meio da coleta de materiais da cultura indígena posteriormente enviados ao Museu Etnológico de Berlim.
A câmera serviu à Boggiani como um assistente científico extremamente útil, a qual ele emprestou toda a sensibilidade de seu treinamento artístico. Ele tirou mais de 500 fotografias que ele mesmo revelava no meio da selva.
Em 1901, Boggiani retornou à Itália; regressando em agosto daquele mesmo ano ao Paraguai para iniciar sua última expedição ao “Gran Chaco”.
O explorador registrou com sua câmera as tribos Angaites, Leguas, Sanapanas, Caduceos, Tobas, Payaguás, Bororo e Chamacocos.
Boggiani foi visto pela última vez em 24 de outubro de 1901, junto com seu peão Felix Gavilán, quando partiu de Assunção para o “Gran Chaco”.
Após seu desaparecimento a comunidade italiana de Assunção organizou uma expedição guiada pelo espanhol José Fernández Cancio, que encontrou os restos mortais do cientista e seu peão em outubro de 1904. Os seus crânios haviam sido golpeados pelos nativos e sua câmera foi encontrada enterrada.
Atualmente seus restos mortais estão depositados em um túmulo no Cemitério Italiano de Assunção.
A Sociedade Fotográfica Argentina de Aficionados (SFAA), em 1904, publicou uma série de retratos enviados por Boggiani. Eles também foram publicados pelo Museu de Antropologia de La Plata.